# ليوناردو لوريدان
ليوناردو لوريدان (أو لوردانو) (16 نوفمبر 1436 - 22 يونيو 1521) من عائلة لوريدان كان دوق 75 من جمهورية البندقية من 1501 حتى وفاته. كانت فترة حكمه واحدة من أهمها في تاريخ البندقية.